# 視能訓練士国家試験
視能訓練士国家試験（しのうくんれんしこっかしけん）とは、国家資格である、視能訓練士の免許を取得するための国家試験である。
視能訓練士法第11条に基づいて行われる。厚生労働省医政局監修。

## 受験資格
1. 学校教育法（昭和22年法律第26号）第90条第1項の規定により大学に入学することができる者（法第14条第1号の規定により文部科学大臣の指定した学校が大学である場合において、当該大学が学校教育法第90条第2項の規定により当該大学に入学させた者又は法附則第5項の規定により学校教育法第90条第1項の規定により大学に入学することができる者とみなされる者を含む。）で、文部科学大臣が指定した学校又は都道府県知事が指定した視能訓練士養成所において、3年以上、視能訓練士として必要な知識及び技能を修得した者（その年の指定する日までに修業し、又は卒業する見込みの者を含む。）。
2. 学校教育法に基づく大学若しくは旧大学令（大正7年勅令第388号）に基づく大学又は視能訓練士法施行規則（昭和46年厚生省令第28号。以下「規則」という。）第11条第1号若しくは第2号に掲げる学校若しくは養成所において2年以上修業し、かつ、外国語、心理学、保健体育、生物学、物理学、数学（統計学を含む。）及び教育学、倫理学、精神衛生、社会福祉又は保育のうち2科目の各科目を修めた者であって、法第14条第2号の規定により文部科学大臣が指定した学校又は都道府県知事が指定した視能訓練士養成所において、1年以上、視能訓練士として必要な知識及び技能を修得したもの（平成28年3月18日（金曜日）までに修業し、又は卒業する見込みの者を含む。）ただし、平成16年4月1日前に法第14条第2号の規定に基づき文部科学大臣が指定した学校又は厚生労働大臣が指定した視能訓練士養成所に入学し、又は入所した者で学校教育法に基づく大学若しくは旧大学令（大正7年勅令第388号）に基づく大学又は規則第11条第1号若しくは第2号に掲げる学校若しくは養成所において2年以上修業し、かつ、英語、心理学、保健体育及び教育学、倫理学、生物学、精神衛生、社会福祉又は保育のうち2科目の各科目を修めた者に対しても、受験資格を認める。
3. 外国の視能訓練に関する学校若しくは養成所を卒業し、又は外国で視能訓練士の免許に相当する免許を受けた者であって、厚生労働大臣が（1）又は（2）に掲げる者と同等以上の知識及び技能を有すると認定した者。
4. 法の施行の際（昭和46年7月19日）現に厚生大臣が指定した養成所において、視能訓練士として必要な知識及び技能の修得を終えている者又は当該知識及び技能を修得中の者であって、その修得を法施行後に終えた者。

## 試験日・合格発表日
- 試験日
  - 例年2月下旬の木曜
- 合格発表日
  - 例年3月下旬

## 試験地
東京都および大阪府

## 試験科目
1. 基礎医学大要
2. 基礎視能矯正学
3. 視能検査学
4. 視能障害学
5. 視能訓練学

実際の試験は1日間にわたって行われ、午前に基礎医学大要、基礎視能矯正学、午後に視能検査学、視能障害学、視能訓練学の順に行われる。
合格基準については合格発表後に掲示される。 合計正答率が6割に満たない場合は、その時点で不合格となる。